# Жалолов, Баходир Исомиддин угли
Баходир Исомиддин угли Жалолов (узб. Bahodir Isomiddin O'g'li Jalolov; род. 8 июля 1994, Сариасия, Сурхандарьинская область, Узбекистан) — узбекистанский боксёр-профессионал, выступающий в тяжёлой весовой категории. Мастер спорта Республики Узбекистан международного класса, двукратный чемпион Олимпийских игр (2020, 2024), двукратный чемпион мира (2019, 2023), бронзовый призёр чемпионата мира (2015), чемпион Азиатских игр (2022), трёхкратный чемпион Азии (2017, 2019, 2021) в любителях. Удостоен звания «Узбекистон ифтихори» в 2019 году, награждён орденом «Фидокорона хизматлари учун» (За бескорыстную службу) в 2021 году.
Среди профессионалов чемпион Северной Америки среди юниоров по версии NABF Junior (2019) в тяжёлом весе.
Лучшая позиция по рейтингу BoxRec — 23-я (апрель 2025) и является 1-м среди узбекских боксёров тяжёлой весовой категории, а по рейтингам основных международных боксёрских организаций занимает: 10-ю строчку рейтинга WBC — входя в ТОП-25 лучших тяжеловесов всего мира.

## Любительская карьера
Заниматься боксом начал в 7 классе в Чирчикском колледже олимпийского резерва у Рустама Саидова и Тулкина Киличева. В 2009 году выиграл серебряную медаль молодёжного чемпионата страны.

### 2013—2015 годы
В 2013 году становится чемпионом Узбекистана. И в 2014 и 2015 году повторял успех.
В августе 2015 года стал 5-м на чемпионате Азии в Бангкоке (Таиланд) в категории свыше 91 кг, в четвертьфинале по очкам проиграв казахстанскому боксёру Ивану Дычко, — который в итоге стал чемпионом Азии 2015 года.
В октябре 2015 года, в Дохе (Катар) стал бронзовым призёром чемпионата мира в категории свыше 91 кг, в полуфинале по очкам вновь проиграв опытному казахстанскому боксёру Ивану Дычко, — который в итоге стал серебряным призёром данного чемпионата мира.

### Олимпийские игры 2016 года
В августе 2016 года участвовал в Олимпиаде 2016 года, где на открытии игр был знаменосцем сборной Узбекистана. На Олимпиаде дошёл до четвертьфинала: в 1/8 нокаутировав опытного боксёра из Венесуэлы — Эдгара Муньоса, но в четвертьфинале проиграл решением судей (счёт: 0:3) британцу Джозефу Джойсу — который в итоге завоевал серебро Олимпиады.

### 2017 год
В мае 2017 года стал чемпионом Азии в Ташкенте (Узбекистан) в категории свыше 91 кг, в финале победив казахстанского боксёра Камшыбека Кункабаева.
Но в августе 2017 года приняв участие в чемпионате мира в Гамбурге (Германия), в 1/8 финала Жалолов победил нокаутом в 1-м раунде опытного датчанина Кема Юнгквиста, а в четвертьфинале проиграл в довольно равном бою (счёт: 2:3) казахстанцу Камшыбеку Конкабаеву — который в итоге завоевал серебро чемпионата мира.

### 2019 год
В апреле 2019 года вновь стал чемпионом Азии в Бангкоке (Таиланд) в категории свыше 91 кг, в финале победив казаха Камшыбека Кункабаева.
В сентябре 2019 года стал чемпионом мира на чемпионате мира в Екатеринбурге (Россия), в четвертьфинале победив нокаутом в 1-м раунде 20-летнего американского боксёра Ричарда Торреса, в полуфинале победив по очкам (5:0) опытного россиянина Максима Бабанина, а в финале победив по очкам (5:0) опытного боксёра из Казахстана Камшыбека Конкабаева.

### 2021 год
В феврале 2021 года стал победителем в весе свыше 91 кг представительного международного турнира «Странджа» проходившего в Софии (Болгария), победив в финале украинца Цотне Рогаву.
В апреле 2021 года стал победителем международного турнира «Кубок Губернатора Санкт-Петербурга», в финале победив опытного россиянина Ивана Верясова.
В мае 2021 года вновь стал чемпионом Азии в Дубае (ОАЭ) в категории свыше 91 кг, в финале опять победив казаха Камшыбека Кункабаева.

#### Олимпийские игры 2020 года
В марте 2020 года, в Аммане (Иордания) занял 1-е место на квалификационном турнире от Азии/Океании и прошёл квалификацию к Олимпиаде 2020 года.
И в июле 2021 года на церемонии открытия Олимпиады 2020 в Токио во второй раз подряд стал знаменосцем сборной Узбекистана. Участвуя в Олимпийских играх, в 1/8 финала соревнований он сначала победил со счётом 5:0 опытного азербайджанца Мухаммада Абдуллаева, затем в четвертьфинале победил индийского боксёра Сатиша Кумара, в полуфинале победил англичанина Фрейзера Кларка, и в финале победил американца Ричарда Торреса, — и в итоге стал чемпионом Олимпиады 2020 года.

### 2022—2023 годы
11 декабря 2022 года в Абу-Даби (ОАЭ), на турнире IBA Champions’ Night в завершении III Global Boxing Forum, в рамках новой полупрофессиональной боксёрской серии IBA Pro Series, в 5-раундовом поединке единогласным решением судей победил участника Олимпийских игр 2020 года представителя Бахрейна Даниса Латыпова.
В феврале 2023 года вновь стал победителем в весе свыше 92 кг представительного международного турнира «Странджа» проходившего в Софии (Болгария), в финале победив армянского боксёра Давида Чалояна.
В мае 2023 года, в Ташкенте (Узбекистан) участвует на чемпионате мира в весе свыше 92 кг. Где он в 1/16 финала соревнований по очкам единогласным решением судей (5:0) опять победил опытного россиянина представляющего Бахрейн Даниса Латыпова, затем в 1/8 финала он досрочно победил рослого австралийца Теремоана Джуниора, в четвертьфинале он опять победил казахстанца Камшыбека Кункабаева. И в финале он досрочно победил кубинца Фернандо Арзолу, став двукратным чемпионом мира.

## Профессиональная карьера
В феврале 2018 года подписал контракт с американской промоутерской компанией Fight Promotions.
И 5 мая 2018 года победив в США техническим нокаутом в 3-м раунде небитого мексиканского боксёра Уго Трухильо, успешно дебютировав на профессиональном ринге.
10 апреля 2019 года, в своём 6-м бою, в Нью-Йорке (США) победил нокаутом в 1-м раунде американца Брендана Барретта и завоевал вакантный титул чемпиона Северной Америки среди юниоров по версии NABF Junior в тяжёлом весе.

### 2022 год
18 марта 2022 года в Дубае (ОАЭ) досрочно техническим нокаутом в 5-м раунде победил опытного стойкого польского джорнимена Камиля Соколовского.
10 июня 2022 года в Вероне (США) досрочно нокаутом в 8-м раунде победил, уроженца ДР Конго проживающего в Бельгии, опытного крепкого гейткипера Джека Муловайя.
26 ноября 2022 года в Карсоне (США) досрочно нокаутом в 4-м раунде победил опытного американского ветерана Кёртиса Харпера.

### 2023 год

#### Бой с Онороиде Энвариеме
На вечере бокса в Талсе (США, штат Оклахома) встретился с представителем Нигерии Онориоде Эвариеме по прозвищу «Годзилла» и нокаутировал его уже в первом раунде — на это у него ушло чуть больше двух минут. Сперва африканец зевнул два кряду левых боковых и впервые оказался на канвасе. Он поднялся на ноги, но спустя несколько секунд пропустил двойку. На этот раз, казалось, подняться будет тяжелее, но Эвариеме вновь справился. Бой продолжился. Жалолов зажал соперника у канатов, попал левым прямым и добавил боковым. После третьего падения бой был остановлен.

#### Бой с Крисом Томпсоном
17 ноября 2023 года на Humo Arena в Ташкенте (Узбекистан) Жалолов встретился с южноафриканским джорнимэном Крисом Томпсоном. Жалолов нокаутировал Томпсона в первом раунде первой же чистой двойкой после того как запер соперника в углу.

### 2024 год
Выступление на Олимпиаде

### 2025 год

#### Бой с Игорем Шевадзуцким
В начале февраля должен был выйти на бой против французского джорнимена Давида Симпла, но бой был отменен в последний момент по медицинским показаниям, после того как узбек почувствовал недомогание после взвешивания. 5 апреля в Астане сразился с украинским джорнименом Игорем Шевадзуцким (12-2, 10 КО) который был подписан за неделю. Украинец плотно перекрывшись блоком занял центр ринга, начал поддавливать звёздного узбека. Бой не изобиловал яркими моментами, частенько Жалолов просто отталкивал соперника либо кружил вокруг него на ногах. В 3-м раунде Жалолов подключил комбинации, апперкоты, после левого прямого Игорь оказался в нокдауне, но пробить блок не смог. В бою снова наступила пауза в активных действиях, публика гудела и негодовала. В 7-м раунде Шевадзуцкий не плохо попал в Баходира, но развить не смог. Последние раунды прошли в убеганиях, клинчах и скучной вязкой борьбе. Судьи выставили единогласный счёт в пользу Жалолова:100—89, 97—92, 97—93

## Статистика профессиональных боёв
В таблице перечислены результаты всех поединков боксёров.
В каждой строке указан результат поединка. Дополнительно номер поединка обозначен цветом, который обозначает итог поединка. Расшифровка обозначений и цветов представлена в нижеследующей таблице.
| Пример | Расшифровка                     |
| ------ | ------------------------------- |
|        | Победа                          |
|        | Ничья                           |
|        | Поражение                       |
|        | Планируемый поединок            |
|        | Поединок признан несостоявшимся |
| КО     | Нокаут                          |
| ТКО    | Технический нокаут              |
| PTS    | Решение судей (по очкам)        |
| UD     | Единогласное решение судей      |
| MD     | Решение большинства судей       |
| SD     | Раздельное решение судей        |
| RTD    | Отказ от продолжения боя        |
| DQ     | Дисквалификация                 |
| NC     | Поединок признан несостоявшимся |

| 16 поединков, 16 побед (14 нокаутом). | 16 поединков, 16 побед (14 нокаутом). | 16 поединков, 16 побед (14 нокаутом). | 16 поединков, 16 побед (14 нокаутом). | 16 поединков, 16 побед (14 нокаутом).                   | 16 поединков, 16 побед (14 нокаутом). | 16 поединков, 16 побед (14 нокаутом).                                                                  |
| Бой                                   | Рекорд                                | Дата                                  | Соперник                              | Место боя                                               | Результат                             | Данные о бое                                                                                           |
| ------------------------------------- | ------------------------------------- | ------------------------------------- | ------------------------------------- | ------------------------------------------------------- | ------------------------------------- | --- |
| 16                                    |                                       | 27 июля 2025                          | Жанмарко Кардилио(12-1-2)             | Медисон Сквер Гарден, НЬЮ ЙОРК, США                     | 10                                    | |
| 15                                    | 15-0                                  | 5 апреля 2025                         | Игор Шевадзуцкий (12-3)               | Барыс Арена, Астана, Казакстан                          | UD 10                                 | Счёт судей: 89-100, 92-97, 93-97. Шевадзуцкий в нокдауне в третьем раунде                              |
| 14                                    | 14-0                                  | 17 ноября 2023                        | Крис Томпсон (12-5-1)                 | Хумо Арена, Ташкент, Узбекистан                         | KO 1 (10), 1:10                       | |
| 13                                    | 13-0                                  | 26 августа 2023                       | Онориоде Эвариеме (20-2)              | Hard Rock Hotel & Casino, Талса, Оклахома, США          | TKO 1 (8), 2:06                       | Эвариеме три раза в нокадуне в 1-м раунде.                                                             |
| 12                                    | 12-0                                  | 26 ноября 2022                        | Кёртис Харпер (14-7)                  | Dignity Health Sports Park, Карсон, Калифорния, США     | KO 4 (10), 1:53                       | |
| 11                                    | 11-0                                  | 10 июня 2022                          | Джек Муловайи (11-2-1)                | Turning Stone Resort Casino, Верона, штат Нью-Йорк, США | KO 8 (8), 1:20                        | |
| 10                                    | 10-0                                  | 18 марта 2022                         | Камиль Соколовский (11-25-2)          | Duty Free Tennis Stadium, Дубай, ОАЭ                    | TKO 5 (8), 1:17                       | |
| 9                                     | 9-0                                   | 11 декабря 2021                       | Хулио Сезар Калимено (4-1)            | Coca-Cola Arena, Дубай, ОАЭ                             | KO 1 (6), 0:46                        | |
| 8                                     | 8-0                                   | 3 апреля 2021                         | Кристапс Зутис (7-1-2)                | Хумо Арена, Ташкент, Узбекистан                         | TKO 2 (6), 1:16                       | |
| 7                                     | 7-0                                   | 12 декабря 2020                       | Вилфридо Леаль (10-17-3)              | Сан-Луис-Рио-Колорадо, Сонора, Мексика                  | TKO 1 (6), 2:50                       | Вилфридо Леаль трижды в нокдауне.                                                                      |
| 6                                     | 6-0                                   | 10 апреля 2019                        | Брендан Барретт (7-2-2)               | Sony Hall, Нью-Йорк, США                                | KO 1 (6), 2:45                        | Завоевал вакантный титул чемпиона Северной Америки среди юниоров по версии NABF Junior в тяжёлом весе. |
| 5                                     | 5-0                                   | 15 марта 2019                         | Вилли Харви (3-1-1)                   | Marconi Automative Museum, Тастин, Калифорния, США      | TKO 2 (6), 1:11                       | |
| 4                                     | 4-0                                   | 8 декабря 2018                        | Маркус Валентайн (5-4)                | Ла Пуэнте, округ Лос-Анджелес, Калифорния, США          | KO 1 (4), 2:29                        | |
| 3                                     | 3-0                                   | 27 октября 2018                       | Тайрелл Райт (9-2-2)                  | Мэдисон Сквер Гарден, Нью-Йорк, США                     | RTD 4 (6), 3:00                       | |
| 2                                     | 2-0                                   | 29 сентября 2018                      | Эдуардо Витела (3-2)                  | Kings Theatre, Бруклин, Нью-Йорк, США                   | KO 1 (6), 0:47                        | |
| 1                                     | 1-0                                   | 5 мая 2018                            | Уго Трухильо (4-0-1)                  | Foxwoods Resort, Машантукет, Коннектикут, США           | TKO 3 (6), 1:14                       | Дебют в профессиональном боксе.                                                                        |
| Бой                                   | Рекорд                                | Дата                                  | Соперник                              | Место боя                                               | Результат                             | Данные о бое                                                                                           |

## Награды
- Орден «Эл-юрт хурмати» (23 августа 2024 года) — за выдающийся вклад в поднятие на новый уровень олимпийского движения в стране, популяризацию физической культуры и спорта нашего народа, всесторонне достойное выступление на XXXIII летних Олимпийских играх в городе Париже (Франция) и достижение беспрецедентных в истории нашей Родины результатов благодаря эффективному использованию созданных в республике условий и уделяемому вниманию спортивной сфере, яркое проявление патриотических качеств, стойкости, твёрдой воли и высокого мастерства, большие заслуги в повышении авторитета Нового Узбекистана на международной арене, воспитании у молодого поколения чувства любви к Родине и национальной гордости[35]
- Орден «Фидокорона хизматлари учун» (13 августа 2021 года) — За выдающийся вклад в развитие олимпийского движения, популяризацию физической культуры и спорта среди населения, верность сыновнему долгу перед народом, особенно в нынешний сложный период пандемии, несмотря на все испытания и трудности, яркое проявление патриотических качеств, стойкости, твёрдой воли и высокого мастерства, достойную защиту чести Узбекистана и достижение высоких результатов на XXXII летних Олимпийских играх в городе Токио Японии, особые заслуги в повышении авторитета нашей страны на международной арене, формирование у молодёжи чувства любви к Родине и национальной гордости[36].
- Звание «Узбекистон ифтихори» (2019).
- Почётная грамота Совета Межпарламентской Ассамблеи государств — участников Содружества Независимых Государств (21 ноября 2019 года, Межпарламентская ассамблея СНГ) — за активное участие в деятельности Межпарламентской Ассамблеи и её органов, вклад в укрепление дружбы между народами государств — участников Содружества Независимых Государств[37].